# Plethodon larselli
Espèce
Synonymes
- Plethodon vandykei larselli Burns, 1954

Statut de conservation UICN

 NT  : Quasi menacé
Plethodon larselli est une espèce d'urodèles de la famille des Plethodontidae.

## Répartition
Cette espèce est endémique du Nord-Ouest Pacifique. Elle se rencontre dans le comté de Skamania dans l'État de Washington et dans les comtés de Hood River et de Multnomah en Oregon.

## Étymologie
Cette espèce est nommée en l'honneur d'Olof Larsell (1886-1964).

## Publication originale
- Burns, 1954 : A new subspecies of the salamander Plethodon vandykei. Herpetologica, vol. 10, p. 83-87.